# 旅社

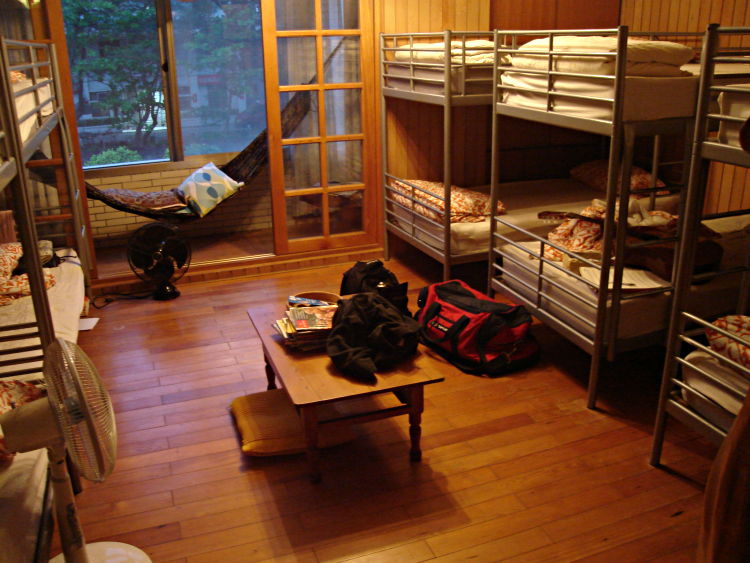
臺灣的旅社

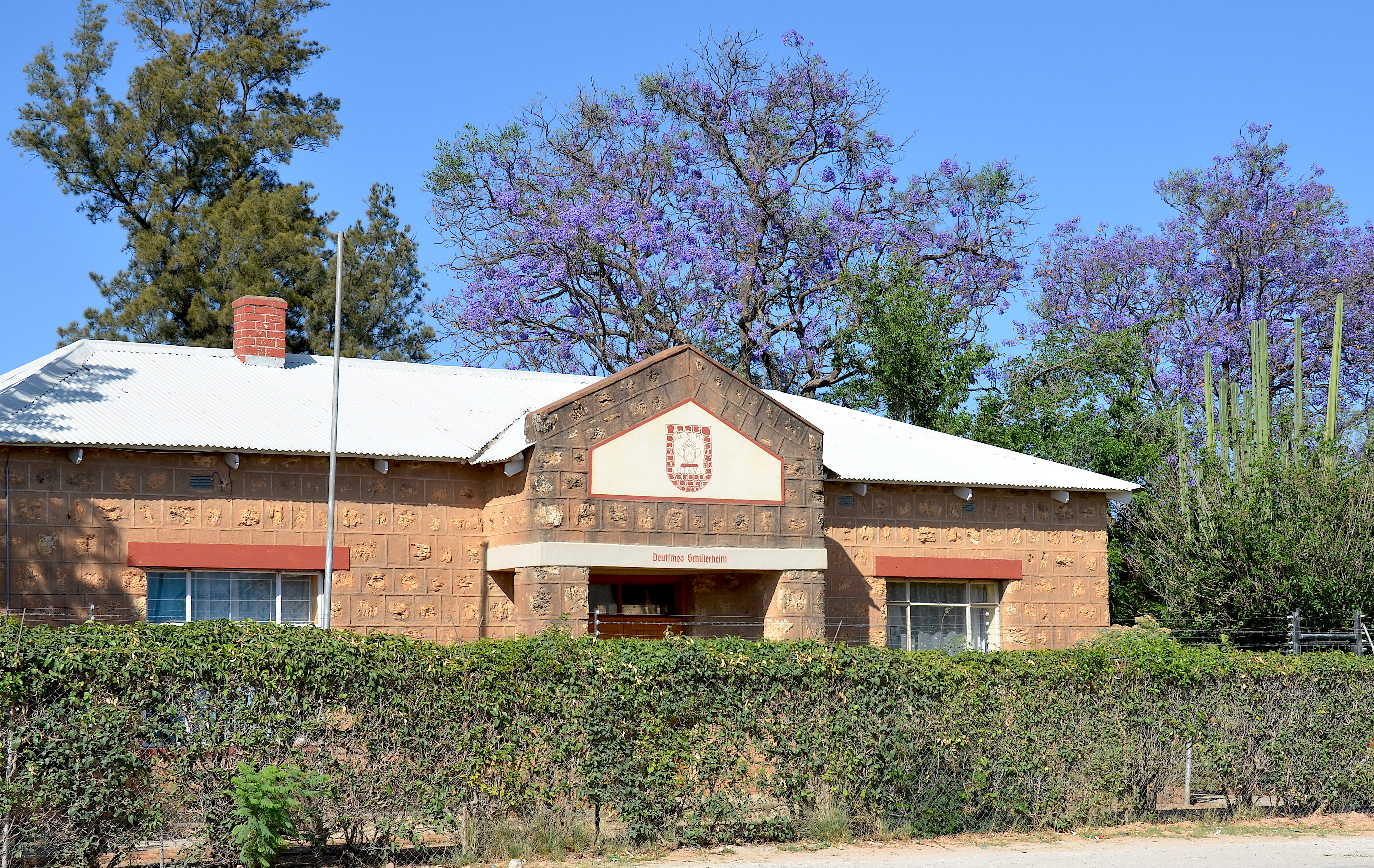
納米比亞的德國式旅社

旅社（英語：Hostel）又稱青年旅社（英語：Youth Hostel），為提供短期低成本共享式住宿之商店，通常以雙層床提供旅客出借，當中提供公共式浴室，旅社已成為是背包客、自行車遊客及空檔年遊客的熱門選擇。作為共享經濟的一部分，旅社提供旅客較低住宿成本和結識外地人、尋找旅行夥伴和分享旅行想法的誘因。